# Kiss Farewell Tour
Kiss Farewell Tour bylo koncertní turné americké hardrockové skupiny Kiss, které mělo být jejich poslední. Jednalo se o poslední turné v původní sestavě s Acem Frehleym a Peterem Crissem. Criss skupinu opustil po skončení severoamerické části turné a nahradil jej ve skupině už zde působící Eric Singer. Do seznamu písní skupina zařadila také skladby, které nebyly nahrány v původní sestavě.

## Seznam písní
1. Detroit Rock City
2. Deuce
3. Shout It Out Loud
4. I Love It Loud
5. Shock Me
6. Firehouse
7. Do You Love Me?
8. Calling Dr. Love
9. Heaven's on Fire
10. Let Me Go, Rock 'N' Roll
11. 2000 Man (The Rolling Stones cover)
12. Psycho Circus
13. Lick It Up
14. God of Thunder
15. Cold Gin
16. 100,000 Years
17. Love Gun
18. Black Diamond

Přídavek:
1. Beth
2. Rock and Roll All Nite

## Turné v datech
| Datum              | Město                            | Stát            | Místo                                                                       | Prodej vstupenek/k dispozici |
| Severní Amerika    | Severní Amerika                  | Severní Amerika | Severní Amerika                                                             | Severní Amerika              |
| ------------------ | -------------------------------- | --------------- | --------------------------------------------------------------------------- | ---------------------------- |
| 11. března 2000    | Phoenix, Arizona                 | Spojené státy   | Blockbuster Desert Sky Pavilion                                             | 14,584 / 19,586 (74 %)       |
| 12. března 2000    | Tucson, Arizona                  | Spojené státy   | Tucson Convention Center                                                    | 8,220 / 8,220 (100 %)        |
| 14. března 2000    | Las Cruces, Nové Mexiko          | Spojené státy   | Pan American Center                                                         | 10,051 / 10,051 (100 %)      |
| 17. března 2000    | Paradise, Nevada                 | Spojené státy   | Mandalay Bay Events Center                                                  | 9,296 / 9,296 (100 %)        |
| 18. března 2000    | Anaheim, Kalifornie              | Spojené státy   | Arrowhead Pond                                                              | 14,009 / 14,009 (100 %)      |
| 19. března 2000    | San Diego, Kalifornie            | Spojené státy   | San Diego Sports Arena                                                      | 10,818 / 12,509 (86 %)       |
| 21. března 2000    | Bakersfield, Kalifornie          | Spojené státy   | Bakersfield Centennial Garden                                               | 9,343 / 9,343 (100%)         |
| 23. března 2000    | Oakland, Kalifornie              | Spojené státy   | The Arena in Oakland                                                        | 14,494 / 15,885 (91 %)       |
| 25. března 2000    | Reno, Nevada                     | Spojené státy   | Lawlor Events Center                                                        | 9,935 / 10,456 (94 %)        |
| 27. března 2000    | West Valley City, Utah           | Spojené státy   | E Center                                                                    | 9,573 / 9,573 (100 %)        |
| 28. března 2000    | Denver, Colorado                 | Spojené státy   | Pepsi Center                                                                | 15,287 / 17,000 (89 %)       |
| 29. března 2000    | Lubbock, Texas                   | Spojené státy   | United Spirit Arena                                                         | 11,592 / 13,000 (89 %)       |
| 31. března 2000    | San Antonio, Texas               | Spojené státy   | Alamodome                                                                   | 20,760 / 20,760 (100 %)      |
| 1. dubna 2000      | The Woodlands, Texas             | Spojené státy   | Cynthia Woods Mitchell Pavilion                                             | 16,908 / 16,917 (99 %)       |
| 2. dubna 2000      | Dallas, Texas                    | Spojené státy   | Starplex Amphitheatre                                                       | 18,135 / 18,135 (100 %)      |
| 4. dubna 2000      | Oklahoma City, Oklahoma          | Spojené státy   | Myriad Convention Center                                                    | 12,533 / 12,533 (100 %)      |
| 5. dubna 2000      | North Little Rock, Arkansas      | Spojené státy   | Alltel Arena                                                                | 10,080 / 12,500 (80 %)       |
| 6. dubna 2000      | Pensacola, Florida               | Spojené státy   | Pensacola Civic Center                                                      | 7,226 / 7,226 (100 %)        |
| 8. dubna 2000      | West Palm Beach, Florida         | Spojené státy   | Mars Music Amphitheater                                                     | 14,031 / 18,000 (77 %)       |
| 9. dubna 2000      | Estero, Florida                  | Spojené státy   | TECO Arena                                                                  | 6,527 / 6,527 (100 %)        |
| 11. dubna 2000     | Orlando, Florida                 | Spojené státy   | TD Waterhouse Centre                                                        | 10,428 / 12,437 (83 %)       |
| 12. dubna 2000     | Tampa, Florida                   | Spojené státy   | Ice Palace                                                                  | 12,245 / 14,033 (87 %)       |
| 14. dubna 2000     | Birmingham, Alabama              | Spojené státy   | BJCC Arena                                                                  | 13,628 / 13,628 (100 %)      |
| 15. dubna 2000     | Atlanta, Georgie                 | Spojené státy   | Philips Arena                                                               | 14,495 / 14,495 (100 %)      |
| 16. dubna 2000     | New Orleans, Louisiana           | Spojené státy   | New Orleans Arena                                                           | 13,656 / 13,656 (100 %)      |
| 18. dubna 2000     | Columbia, Jižní Karolína         | Spojené státy   | Carolina Coliseum                                                           | 8,798 / 9,227 (95 %)         |
| 20. dubna 2000     | Charlotte, Severní Karolína      | Spojené státy   | Charlotte Coliseum                                                          | 15,886 / 15,886 (100 %)      |
| 21. dubna 2000     | Greenville, Jižní Karolína       | Spojené státy   | Bi-Lo Center                                                                | 12,049 / 12,049 (100 %)      |
| 22. dubna 2000     | Greensboro, Severní Karolína     | Spojené státy   | Greensboro Coliseum                                                         | 17,685 / 17,685 (100 %)      |
| 24. dubna 2000     | Chattanooga, Tennessee           | Spojené státy   | UTC Arena                                                                   | 6,658 / 11,500 (57 %)        |
| 25. dubna 2000     | Memphis, Tennessee               | Spojené státy   | Pyramid Arena                                                               | 14,259 / 14,259 (100 %)      |
| 28. dubna 2000     | Nashville, Tennessee             | Spojené státy   | AmSouth Amphitheater                                                        | 16,503 / 17,000 (97 %)       |
| 29. dubna 2000     | Louisville, Kentucky             | Spojené státy   | Freedom Hall                                                                | 14,467 / 14,868 (97 %)       |
| 30. dubna 2000     | Knoxville, Tennessee             | Spojené státy   | Thompson–Boling Arena                                                       | 13,040 / 13,040 (100 %)      |
| 2. května 2000     | Charleston, Západní Virginie     | Spojené státy   | Charleston Civic Center                                                     | 7,711 / 11,519 (66 %)        |
| 3. května 2000     | Roanoke, Virginie                | Spojené státy   | Roanoke Civic Center                                                        | 7,178 / 9,000 (79 %)         |
| 5. května 2000     | Cleveland, Ohio                  | Spojené státy   | Gund Arena                                                                  | 26,698 / 35,000 (76 %)       |
| 6. května 2000     | Cleveland, Ohio                  | Spojené státy   | Gund Arena                                                                  | 26,698 / 35,000 (76 %)       |
| 7. května 2000     | Grand Rapids, Michigan           | Spojené státy   | Van Andel Arena                                                             | 11,791 / 12,420 (94 %)       |
| 9. května 2000     | Toledo, Ohio                     | Spojené státy   | John F. Savage Hall                                                         | 6,183 / 8,794 (70 %)         |
| 11. května 2000    | Rosemont, Illinois               | Spojené státy   | Allstate Arena                                                              | 22,951 / 22,951 (100 %)      |
| 12. května 2000    | Rosemont, Illinois               | Spojené státy   | Allstate Arena                                                              | 22,951 / 22,951 (100 %)      |
| 13. května 2000    | Columbus, Ohio                   | Spojené státy   | Polaris Amphitheater                                                        | 16,869 / 16,869 (100 %)      |
| 15. května 2000    | Peoria, Illinois                 | Spojené státy   | Peoria Civic Center                                                         | 9,130 / 9,130 (100 %)        |
| 16. května 2000    | Moline, Illinois                 | Spojené státy   | MARK of the Quad Cities                                                     | 11,360 / 11,360 (100 %)      |
| 18. května 2000    | Minneapolis, Minnesota           | Spojené státy   | Target Center                                                               | 14,031 / 15,281 (91 %)       |
| 19. května 2000    | Milwaukee, Wisconsin             | Spojené státy   | Marcus Amphitheatre                                                         | 17,172 / 22,828 (75 %)       |
| 21. května 2000    | Noblesville, Indiana             | Spojené státy   | Deer Creek Music Theater                                                    | 22,633 / 24,210 (93 %)       |
| 22. května 2000    | Cincinnati, Ohio                 | Spojené státy   | Riverbend Music Center                                                      | 11,209 / 20,474 (54 %)       |
| 24. května 2000    | Auburn Hills, Michigan           | Spojené státy   | The Palace of Auburn Hills                                                  | 27,493 / 34,962 (78 %)       |
| 25. května 2000    | Auburn Hills, Michigan           | Spojené státy   | The Palace of Auburn Hills                                                  | 27,493 / 34,962 (78 %)       |
| 26. května 2000    | Burgettstown, Pensylvánie        | Spojené státy   | Post-Gazette Pavilion                                                       | 14,946 / 23,212 (64 %)       |
| 6. června 2000     | Richmond, Virginie               | Spojené státy   | Richmond Coliseum                                                           | 7,019 / 8,000 (87 %)         |
| 9. června 2000     | Wantagh, New York                | Spojené státy   | Jones Beach Amphitheater                                                    | 23,542 / 28,220 (83 %)       |
| 10. června 2000    | Wantagh, New York                | Spojené státy   | Jones Beach Amphitheater                                                    | 23,542 / 28,220 (83 %)       |
| 12. června 2000    | Mansfield, Massachusetts         | Spojené státy   | Tweeter Center                                                              | 35,594 / 35,594 (100 %)      |
| 13. června 2000    | Mansfield, Massachusetts         | Spojené státy   | Tweeter Center                                                              | 35,594 / 35,594 (100 %)      |
| 15. června 2000    | Portland, Maine                  | Spojené státy   | Cumberland County Civic Center                                              | 8,288 / 8,288 (100 %)        |
| 16. června 2000    | Camden, New Jersey               | Spojené státy   | Blockbuster Sony Entertainment Center                                       | 14,174 / 24,697 (57 %)       |
| 19. června 2000    | Erie, Pensylvánie                | Spojené státy   | Erie Civic Center                                                           | 6,796 / 6,796 (100 %)        |
| 20. června 2000    | Saratoga Springs, New York       | Spojené státy   | Saratoga Performing Arts Center                                             | 9,427 / 20,000 (47 %)        |
| 22. června 2000    | Montréal, Québec                 | Kanada          | Molson Centre                                                               | 12,246 / 12,246 (100 %)      |
| 23. června 2000    | Toronto, Ontario                 | Kanada          | Air Canada Centre                                                           | 15,675 / 15,675 (100 %)      |
| 24. června 2000    | Buffalo, New York                | Spojené státy   | Marine Midland Arena                                                        | 12,163 / 12,163 (100 %)      |
| 27. června 2000    | East Rutherford, New Jersey      | Spojené státy   | Continental Airlines Arena                                                  | 27,910 / 30,000 (93 %)       |
| 28. června 2000    | East Rutherford, New Jersey      | Spojené státy   | Continental Airlines Arena                                                  | 27,910 / 30,000 (93 %)       |
| 30. června 2000    | Raleigh, Severní Karolína        | Spojené státy   | Alltel Pavilion at Walnut Creek                                             | 10,385 / 20,119 (51 %)       |
| 1. července 2000   | Bristow, Virginie                | Spojené státy   | Nissan Pavilion                                                             | 13,842 / 22,485 (61 %)       |
| 2. července 2000   | Virginia Beach, Virginie         | Spojené státy   | GTE Virginia Beach Amphitheater                                             | 11,762 / 19,932 (59 %)       |
| 5. července 2000   | Hershey, Pensylvánie             | Spojené státy   | Hersheypark Stadium                                                         | 18,232 / 28,824 (63 %)       |
| 7. července 2000   | Scranton, Pensylvánie            | Spojené státy   | Coors Light Amphitheatre                                                    | 15,119 / 16,000 (94 %)       |
| 8. července 2000   | Hartford, Connecticut            | Spojené státy   | Meadows Music Theater                                                       | 12,508 / 24,570 (50 %)       |
| 11. července 2000  | Madison, Wisconsin               | Spojené státy   | Kohl Center                                                                 | 6,259 / 13,838 (45 %)        |
| 13. července 2000  | Minneapolis, Minnesota           | Spojené státy   | Target Center                                                               | 9,241 / 12,650 (73 %)        |
| 14. července 2000  | Fargo, Severní Dakota            | Spojené státy   | Fargodome                                                                   | 8,540 / 12,000 (71 %)        |
| 16. července 2000  | Winnipeg, Manitoba               | Kanada          | Winnipeg Arena                                                              | 10,722 / 11,506 (93 %)       |
| 17. července 2000  | Saskatoon, Saskatchewan          | Kanada          | Saskatchewan Place                                                          | 7,272 / 13,300 (54 %)        |
| 19. července 2000  | Calgary, Alberta                 | Kanada          | Olympic Saddledome                                                          | 13,264 / 18,800 (70 %)       |
| 20. července 2000  | Edmonton, Alberta                | Kanada          | Skyreach Centre                                                             | 13,074 / 17,403 (75 %)       |
| 22. července 2000  | George, Washington               | Spojené státy   | The Gorge Amphitheatre                                                      | 17,676 / 20,000 (88 %)       |
| 24. července 2000  | Portland, Oregon                 | Spojené státy   | Rose Garden Arena                                                           | 6,667 / 15,286 (43 %)        |
| 26. července 2000  | Nampa, Idaho                     | Spojené státy   | Idaho Center                                                                | 6,412 / 9,000 (71 %)         |
| 208. července 2000 | Mountain View, Kalifornie        | Spojené státy   | Shoreline Amphitheatre                                                      | 4,755 / 20,000 (23 %)        |
| 29. července 2000  | Sacramento, Kalifornie           | Spojené státy   | Sacramento Valley Amphitheatre Archivováno 19. 11. 2019 na Wayback Machine. | 6,043 / 18,005 (33 %)        |
| 30. července 2000  | Concord, Kalifornie              | Spojené státy   | Chronicle Pavilion                                                          | 8,729 / 12,500 (69 %)        |
| 1. srpna 2000      | Fresno, Kalifornie               | Spojené státy   | Selland Arena                                                               | 6,380 / 8,000 (79 %)         |
| 2. srpna 2000      | Paradise, Nevada                 | Spojené státy   | Mandalay Bay Events Center                                                  | 6,731 / 8,675 (77 %)         |
| 11. srpna 2000     | Irvine, Kalifornie               | Spojené státy   | Irvine Meadows Amphitheatre                                                 | 6,363 / 15,416 (41 %)        |
| 12. srpna 2000     | San Bernardino, Kalifornie       | Spojené státy   | Blockbuster Pavilion                                                        | 13,807 / 65,000 (21 %)       |
| 14. srpna 2000     | Greenwood Village, Colorado      | Spojené státy   | Fiddler's Green Amphitheater                                                | 6,198 / 17,916 (34 %)        |
| 15. srpna 2000     | Albuquerque, Nové Mexiko         | Spojené státy   | Tingley Coliseum                                                            | 5,550 / 11,775 (47 %)        |
| 17. srpna 2000     | Austin, Texas                    | Spojené státy   | Frank Erwin Center                                                          | 7,445 / 11,000 (67 %)        |
| 18. srpna 2000     | Lafayette, Louisiana             | Spojené státy   | Cajundome                                                                   | 8,632 / 10,000 (86 %)        |
| 19. srpna 2000     | Jackson, Mississippi             | Spojené státy   | Mississippi Coliseum                                                        | 7,624 / 9,500 (80 %)         |
| 21. srpna 2000     | Biloxi, Mississippi              | Spojené státy   | Mississippi Coast Coliseum                                                  | 4,219 / 5,000 (84 %)         |
| 22. srpna 2000     | The Woodlands, Texas             | Spojené státy   | Cynthia Woods Mitchell Pavilion                                             | 9,236 / 12,651 (73 %)        |
| 23. srpna 2000     | Fort Worth, Texas                | Spojené státy   | Fort Worth Convention Center                                                | 7,049 / 10,000 (70 %)        |
| 25. srpna 2000     | Bonner Springs, Kansas           | Spojené státy   | Sandstone Amphitheater                                                      | 11,512 / 18,000 (63 %)       |
| 26. srpna 2000     | Maryland Heights, Missouri       | Spojené státy   | Riverport Amphitheatre                                                      | 11,719 / 21,000 (55 %)       |
| 28. srpna 2000     | Valley Center, Kansas            | Spojené státy   | Kansas Coliseum                                                             | 6,668 / 9,500 (70 %)         |
| 29. srpna 2000     | Omaha, Nebraska                  | Spojené státy   | Omaha Civic Auditorium                                                      | 8,876 / 10,000 (88 %)        |
| 30. srpna 2000     | Ames, Iowa                       | Spojené státy   | Hilton Coliseum                                                             | 5,926 / 12,520 (47 %)        |
| 1. září 2000       | Carbondale, Illinois             | Spojené státy   | SIU Arena                                                                   | 6,200 / 8,829 (70 %)         |
| 2. září 2000       | Cedar Rapids, Iowa               | Spojené státy   | Five Seasons Center                                                         | 6,361 / 8,769 (72 %)         |
| 5. září 2000       | Rockford, Illinois               | Spojené státy   | Rockford MetroCentre                                                        | 3,868 / 5,445 (71 %)         |
| 6. září 2000       | East Lansing, Michigan           | Spojené státy   | Breslin Center                                                              | 4,792 / 14,500 (33 %)        |
| 8. září 2000       | Lexington, Kentucky              | Spojené státy   | Rupp Arena                                                                  | 6,762 / 16,500 (40 %)        |
| 9. září 2000       | Indianapolis, Indiana            | Spojené státy   | Conseco Fieldhouse                                                          | 8,819 / 15,086 (58 %)        |
| 10. září 2000      | Evansville, Indiana              | Spojené státy   | Roberts Municipal Stadium                                                   | 4,581 / 12,912 (35 %)        |
| 12. září 2000      | Clarkston, Michigan              | Spojené státy   | Pine Knob Music Theatre                                                     | 13,456 / 15,274 (88 %)       |
| 13. září 2000      | Dayton, Ohio                     | Spojené státy   | Ervin J. Nutter Center                                                      | 5,994 / 11,500 (52 %)        |
| 15. září 2000      | Binghamton, New York             | Spojené státy   | Broome County Veterans Memorial Arena                                       | 3,228 / 6,800 (47 %)         |
| 16. září 2000      | Syracuse, New York               | Spojené státy   | Onondaga County War Memorial                                                | 5,938 / 7,500 (79 %)         |
| 18. září 2000      | Providence, Rhode Island         | Spojené státy   | Providence Civic Center                                                     | 8,241 / 10,500 (78 %)        |
| 20. září 2000      | Québec, Québec                   | Kanada          | Colisée de Québec                                                           | 6,804 / 7,500 (90 %)         |
| 21. září 2000      | Ottawa, Ontario                  | Kanada          | Corel Centre                                                                | 7,396 / 9,000 (82 %)         |
| 23. září 2000      | Hamilton, Ontario                | Kanada          | Copps Coliseum                                                              | 8,328 / 9,000 (92 %)         |
| 26. září 2000      | Trenton, New Jersey              | Spojené státy   | Sovereign Bank Arena                                                        | 5,079 / 6,250 (81 %)         |
| 27. září 2000      | University Park, Pensylvánie     | Spojené státy   | Bryce Jordan Center                                                         | 5,253 / 10,400 (50 %)        |
| 29. září 2000      | Columbus, Ohio                   | Spojené státy   | Nationwide Arena                                                            | 6,526 / 17,500 (37 %)        |
| 30. září 2000      | Tinley Park, Illinois            | Spojené státy   | New World Music Theatre                                                     | 6,771 / 30,000 (22 %)        |
| 1. října 2000      | Champaign, Illinois              | Spojené státy   | Assembly Hall                                                               | 4,371 / 7,500 (58 %)         |
| 3. října 2000      | Uncasville, Connecticut          | Spojené státy   | Uncas Pavilion at Mohegan Sun                                               | 3,162 / 3,162 (100 %)        |
| 4. října 2000      | Columbia, Maryland               | Spojené státy   | Merriweather Post Pavilion                                                  | 4,369 / 15,274 (28 %)        |
| 6. října 2000      | Charlotte, Severní Karolína      | Spojené státy   | Charlotte Coliseum                                                          | 9,116 / 9,958 (91 %)         |
| 7. října 2000      | North Charleston, Jižní Karolína | Spojené státy   | North Charleston Coliseum                                                   | 7,888 / 8,652 (91 %)         |
| Asie               |                                  |                 |                                                                             |                              |
| 9. března 2001     | Jokohama                         | Japonsko        | Yokohama Arena                                                              | 22,255 / 28,255 (78 %)       |
| 10. března 2001    | Jokohama                         | Japonsko        | Yokohama Arena                                                              | 22,255 / 28,255 (78 %)       |
| 13. března 2001    | Tokio                            | Japonsko        | Tokyo Dome                                                                  | 41,895 / 41,895 (100 %)      |
| 16. března 2001    | Fukuoka                          | Japonsko        | Kokusai Center                                                              | 5,559 / 8,772 (63 %)         |
| 18. března 2001    | Nagoja                           | Japonsko        | Nagoya Rainbow Hall                                                         | 6,875 / 10,000 (68 %)        |
| 20. března 2001    | Ósaka                            | Japonsko        | Osaka Castle Hall                                                           | 17,000 / 17,000 (100 %)      |
| 21. března 2001    | Ósaka                            | Japonsko        | Osaka Castle Hall                                                           | 17,000 / 17,000 (100 %)      |
| Austrálie          |                                  |                 |                                                                             |                              |
| 29. března 2001    | Perth                            | Austrálie       | Burswood Dome                                                               | 16,391 / 16,407 (99 %)       |
| 1. dubna 2001      | Adelaide                         | Austrálie       | Adelaide Entertainment Centre                                               | 8,992 / 8,992 (100 %)        |
| 3. dubna 2001      | Melbourne                        | Austrálie       | Rod Laver Arena                                                             | 33,219 / 33,219 (100 %)      |
| 4. dubna 2001      | Melbourne                        | Austrálie       | Rod Laver Arena                                                             | 33,219 / 33,219 (100 %)      |
| 5. dubna 2001      | Melbourne                        | Austrálie       | Rod Laver Arena                                                             | 33,219 / 33,219 (100 %)      |
| 7. dubna 2001      | Sydney                           | Austrálie       | Sydney Superdome                                                            | 29,694 / 29,694 (100 %)      |
| 8. dubna 2001      | Sydney                           | Austrálie       | Sydney Superdome                                                            | 29,694 / 29,694 (100 %)      |
| 13. dubna 2001     | Gold Coast                       | Austrálie       | Carrara Stadium                                                             | 20,457 / 30,000 (68 %)       |

## Sestava
KISS
- Paul Stanley – rytmická kytara, zpěv
- Gene Simmons – basová kytara, zpěv
- Ace Frehley – sólová kytara, zpěv
- Peter Criss – bicí, zpěv
- Eric Singer – bicí, zpěv (nahradil Crisse pro japonskou a australskou část turné)